# Кларк, Ширли
Ширли Кларк (англ. Shirley Clarke, урождённая — англ. Shirley Brimberg; 2 октября 1919 — 23 сентября 1997) — американский независимый кинорежиссёр. Кларк была одним из ведущих нью-йоркских режиссёров 1950-х и 1960-х годов. Её фильмы служат классическими примерами лучших работ в американском независимом кинематографе. Снятый Ширли Кларк документальный фильм «Роберт Фрост: Полюбовный спор с миром» был отмечен премией «Оскар» в 1964 году.

## Биография
Ширли Кларк (урождённая Бримберг) родилась 2 октября 1919 года в Нью-Йорке в семье польско-еврейского иммигранта Сэмюэля Бримберга, преуспевающего промышленника, женившегося на дочери мультимиллионера Флоренс Розенберг. Ширли и две её младших сестры жили и воспитывались под присмотром гувернанток и нянечек в шикарной квартире на Манхэттене на Парк авеню. Хотя девочки редко разлучались с родителями, Сэмюэль и Флоренс мало проводили времени с детьми и были от них эмоционально удалены. Они настолько были привержены Викторианской морали в представлениях о мужественности и женственности, что Ширли выросла в полной убеждённости, что её мать является олицетворением типичной леди, а напыщенный и властный отец — грубым крикливым маньяком. Всё чаще и чаще Ширли начинала перечить отцу, что нередко заканчивалось пощёчиной. Будучи плохой ученицей в одной из самых дорогих школ Нью-Йорка, школе Линкольна, Ширли всё чаше вызывала гнев отца, уделяя большее внимание танцам, чем учёбе. Ширли вспоминала, что в глазах отца танцовщицы и проститутки были одно и тоже. Чтобы обойти запрет отца на занятия танцами и его нежелание платить за них, она стала посещать колледжи за пределами штата, выбирая те, в  которых были занятия современными танцами и прикрывая это интересом к гуманитарному образованию. Таким образом, перебираясь из колледжа в колледдж, Ширли удалось поучиться в Колледже Стивенса, Беннингтонском колледже, Университете Северной Каролины и Университете Джонса Хопкинса, закончив в каждом по несколько курсов танца и бросив. Когда в 1943 ей потребовалось продолжить своё обучение с хореографами в Нью-Йорке, она уже не могла больше дистанцироваться и использовать колледж как уловку. Тогда она нашла другой способ сбежать от отца — выйти замуж. И в августе 1944 года, она сама сделала предложение литографу Берту Кларку. Брак был чисто формальным, но позволил Ширли стать финансово независимой и продолжить занятие хореографией.
Первую хореографическую постановку Кларк осуществила в 17 лет. В конце 1940-х годов она была участницей авангардного танцевального сообщества, сложившегося вокруг нью-йоркской еврейской молодёжной ассоциации и хореографической школы Ханьи Холм. С 1946 по 1953 годы Ширли была сопредседателем Национального танцевального фонда. Потерпев несколько неудач на танцевальном поприще, Кларк решила сменить профессию и воспользоваться кинокамерой, подаренной ей на свадьбу. В 1953 году с переноса хореографической постановки Дэниела Нагрина «Танец на солнце» на плёнку началась режиссёрская карьера Ширли Кларк.
Кларк применила хореографический подход к своему следующему короткометражному и никак не связанному с танцами фильму «В парижский парках» (1954). В этом фильме показана повседневная жизнь одного из парков Парижа, сперва полного людей и пустынного к вечеру в конце фильма. Картины «Бой быков» (1955) и «Момент в любви» (1957) вновь были сняты в форме танцевальных фильмов. В этот период Кларк училась киноискусству у Ханса Рихтера в нью-йоркском Сити-колледже, также посещала неформальные курсы режиссёра Питера Глушанока. В 1955 году Кларк стала активным членом организации независимых кинематографистов Америки, целью которой было продвижение и распространение независимых фильмов. Благодаря членству в этой организации Ширли стала частью художественного кружка в Гринвич-Виллидж, куда входили такие авангардные режиссёры как Майя Дерен, Стэн Брэкидж и Йонас Мекас.
Вместе с несколькими режиссёрами Кларк участвовала в создании цикла кинороликов о повседневной американской жизни для павильона США на Всемирной выставке 1958 года в Брюсселе. Часть отснятого материала Кларк затем использовала в собственной экспериментальной короткометражке «Карусель мостов», в которой использовала «танцующую» камеру, наложение кадров и цветовые трансформации, создав тем самым один из лучших и наиболее известных образчиков кинематографического абстрактного экспрессионизма 1950-х годов. В 1962 году, вскоре после основания совместной с Йонасом Мекасом продюсерской компании Film-Makers Cooperative, Кларк сняла для телевидения документальный фильм «Роберт Фрост: Полюбовный спор с миром» по просьбе самого Фроста. Фильм не отличался новаторством, более того, Кларк из-за творческих разногласий покинула проект до его завершения, тем не менее картина принесла ей премию «Оскар» за лучший документальный полнометражный фильм.
Первый игровой фильм, снятый Кларк, «Связной» (1962) являл собой экранизацию пьесы Джека Гелбера. Эта картина была знаковой для независимого игрового кино Нью-Йорка. В чёрно-белой малобюджетной ленте, наполненной реализмом, была поднята проблема наркозависимости. Откровенность фильма, в частности постоянное употребление героями слова «дерьмо», стала причиной его запрета в США, хотя на Каннском кинофестивале «Связной» был тепло встречен критиками. Относительно запрета в 1962 году Ширли заявила: «Я борюсь против консерватизма в киноиндустрии. Кто сказал, что фильм должен стоить миллион долларов и быть безопасным для просмотра каждым 12-летним в Америке?» Следующий игровой фильм Кларк, «Параллельный мир» (1964), являющийся адаптацией одноимённого романа Уоррена Миллера, стал одной из первых кинолент, рассказывающих о гарлемских бандах без голливудского морализма, и первым коммерческим фильмом, снятым в Гарлеме.
Документальный фильм «Портрет Джейсона», снятый Кларк в 1967 году, представляет собой полуторачасовое интервью с чернокожим хастлером-гомосексуалом, отснятое по материалам двенадцатичасовой беседы. Картина была показана на Нью-Йоркском кинофестивале, также широко обозревалась в американской прессе и была встречена ей весьма прохладно, куда лучше дело обстояло с рецензиями европейских критиков. Ингмар Бергман однажды назвал «Портрет Джейсона» самым увлекательным из виденных им фильмов. Джон Кассаветис назвал работу Кларк над этим фильмом гениальной.
В 1970-е годы Кларк стала снимать фильмы на видеокамеру. Она сделала более 400 записей, хотя немногие из них вылились в фильмы. Два фильма «Дикая любовь» (1981) и «Языки» (1982) были записями театральных постановок Джозефа Чайкина в театре Сан-Франциско. Последней работой Кларк стал документальный фильм об авангардном джазовом музыканте Орнетте Коулмане.
С 1975 по 1985 годы Кларк преподавала киноискусство в Калифорнийском университете в Лос-Анджелесе. Последние годы жизни она жила в городе Карлайл в Массачусетсе, страдала болезнью Альцгеймера. За две недели до смерти у Кларк случился сердечный приступ, после чего она была помещена в медицинский центр в Бостоне, где умерла 23 сентября 1997 года, немного не дожив до своего 78-летия.

## Список фильмов
- 1953 — Танец на солнце (короткометражный)
- 1954 — В парижских парках (короткометражный)
- 1955 — Бой быков (короткометражный)
- 1956 — Момент в любви (короткометражный)
- 1957 — Брюссельская петля (короткометражный)
- 1958 — Карусель мостов (короткометражный)
- 1960 — Небоскрёб (короткометражный)
- 1962 — Связной
- 1963 — Роберт Фрост: Полюбовный спор с миром (документальный)
- 1964 — Параллельный мир
- 1967 — Портрет Джейсона (документальный)
- 1978 — Транс (короткометражный)
- 1978 — Один-2-3 (короткометражный)
- 1980 — Визуальный дневник (короткометражный)
- 1981 — Дикая/любовь (короткометражный)
- 1982 — Языки (короткометражный)
- 1982 — Выступление (короткометражный)
- 1983 — Коробка (короткометражный)
- 1985 — Орнетт: Сделан в Америке (документальный)